# Old Kirk Braddan

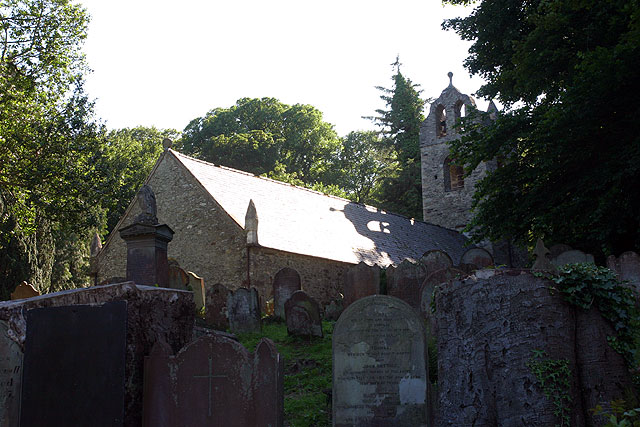
Old Kirk Braddan

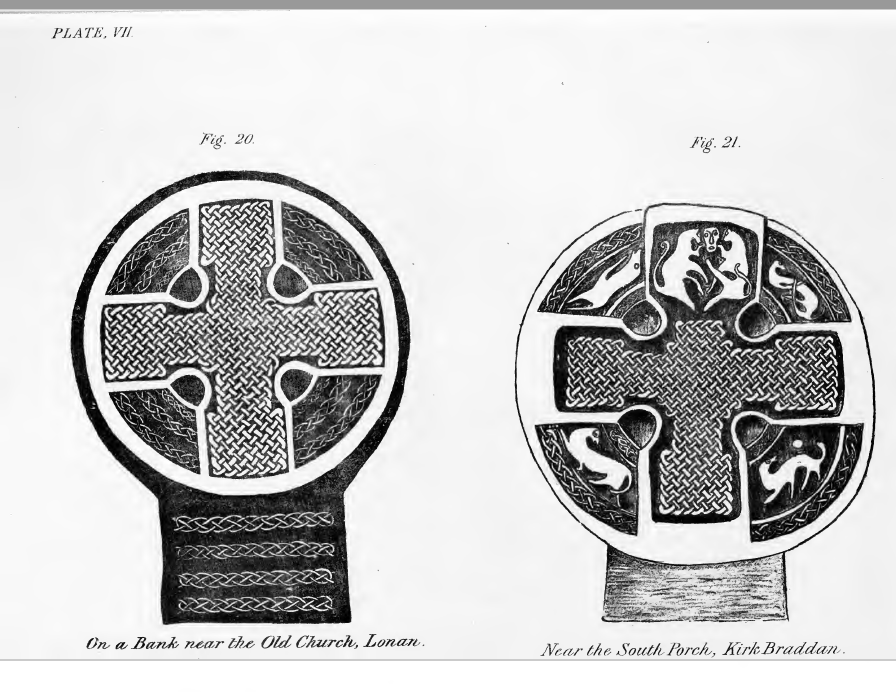
Old Kirk Braddan – rechts

Die historische Situation um das Jahr 1200

Die Old Kirk Braddan ist eine alte Hallenkirche. Sie war bis 1876 die Pfarrkirche von Braddan bei Douglas auf der Isle of Man.

## Geschichte
Die  Steine der ersten keltischen Kapelle werden zwar der lokalen Überlieferung nach auf 400 n. Chr. datiert, aber Steinbauten aus dieser Periode sind bisher gänzlich unbelegt.
Die Old Kirk Braddan, erbaut um 1777, enthält eine Auswahl der wichtigsten keltischen und skandinavischen Platten und Cross-Slabs, Keltenkreuze und Grabplatten aus der Umgebung, die hauptsächlich zwischen 800 und 1265  entstanden. In der Kirche gibt es 12 von insgesamt über 150 Denkmälern aus dieser Zeit, die in sechs Kirchen auf der Insel ausgestellt werden. Über 40 befinden sich in Kirk Maughold und 12 in Kirk Michael. Zwischen dem 8. und 10. Jahrhundert war die Isle of Man ein Außenposten der Wikinger. Bis zum 13. Jahrhundert war sie Teil des nordischen Jarltums der Hebriden. Zur letzten Phase (ab 1079) existieren „The Chronicles of the Kings of Mann and the Isles“.
Vier Kreuze in der Old Kirk Braddan sind skandinavischen Ursprungs. Einige haben Runen-Inschriften. Mehrere, darunter das auch auf Briefmarken abgebildete „Braddan Cross“ zeigen Keltenkreuz- bzw. Radkreuz-Design und Verzierungen aus besonderen Knotenmustern, die als Gauts-Flechtwerk bezeichnet werden. Sie sind Schöpfungen des nordischen Bildhauers Gaut, eines der besten Steinschnitzer seiner Zeit (950–1040 n. Chr.). Er kam von den Hebriden und ließ sich auf der Insel nieder. Auf dem Gaut’s cross behauptet er alle Kreuze auf der Insel Man gemacht zu haben. Inzwischen werden ihm außer den beiden Kreuzen, die seinen Namen tragen (z. B. Gaut’s cross in  Kirk Michael) nur noch vier oder fünf weitere zugeschrieben.
Auf dem Friedhof der Old Kirk Braddan fand sich der „Hrosketil’s slab“. Auf ihm ging der Name des Mannes, an den erinnert werden sollte, verloren, doch der des Übeltäters blieb erhalten. Die Inschrift lautet: Und Hrosketil brach das Vertrauen des Mannes, mit dem er durch Eide verbunden war.
Andere Relikte der alten Kirche bzw. ihrer Vorgänger, die seit dem 12. Jahrhundert bekannt sind, sind die modellierten Ornamentkreuze am östlichen Giebel, zwei Fensterstürze am Turm mit normannischen Leisten (datiert auf 1714). An der Südwand befindet sich eine Sonnenuhr. Seit 1876 wird sie nur noch selten für Gottesdienste genutzt.
Die „Freunde der Old Kirk Braddan“ sind eine 1982 gegründete Organisation. Ihre Ziele sind die Bewahrung und Restaurierung der Old Kirk Braddan.

## Liste der Denkmäler
- Rectangular Slab (No. 63)
- Cross Patee (No. 64)
- Cross Slab (No. 65)
- Wheelheaded Cross Slab (no. 72)
- Wheelheaded Cross (No. 78)
- Thorstein's Cross (No. 112)
- Thorleif's Cross (No. 135)
- Odd's Cross (no. 136)
- Cross (No. 138) Fragment
- Small Cross (No. 146) Fragment

sowie zwei Fragmente ohne No.